# Retreat (Texas)
Retreat város az USA Texas államában, Navarro megyében. Lakosainak száma 410 fő (2020. április 1.).

## Népesség
A település népességének változása:
| Lakosok száma | 339  | 377  | 410  |
|               | 2000 | 2010 | 2020 |